# Nycteridopsylla intermedia
Nycteridopsylla intermedia är en loppart som beskrevs av Lewis et Wilson 1982. Nycteridopsylla intermedia ingår i släktet Nycteridopsylla och familjen fladdermusloppor. Inga underarter finns listade i Catalogue of Life.